# Сангро, Элена
Элена Сангро (итал. Elena Sangro), настоящее имя Мария-Антониетта Бартоли-Авведути (итал. Maria Antonietta Bartoli Avveduti; 5 сентября 1896 года, Васто, Королевство Италия — 26 января 1969 года, Рим, Италия) — итальянская актриса, первая женщина-режиссёр в итальянском кинематографе, звезда немого кино.

## Биография
Мария-Антониетта Бартоли-Авведути родилась 5 сентября 1896 года в Васто, в провинции Кьетти, в Королевстве Италия. Дебютировала как актриса в 1917 году в фильме «Фабиола» режиссёра Энрико Гваццони, пригласившего её на главную роль. Тогда же взяла псевдоним Элена Сангро.
Преданным поклонником молодой актрисы был известный итальянский поэт-декадент Габриэле д’Аннунцио. Ей он посвятил стихотворение «Песня желания» (лат. Carmen votivum), признанное образцом эротической поэзии на итальянском языке.
В 1925 году Элена Сангро сыграла Поппею в фильме режиссёров Георга Якоби и Габриэллино дʼАннунцио «Камо грядеши?» (лат. Quo Vadis?). Эта была одна из самых известных ролей актрисы, принесшей ей признание критиков и международную известность. Завершив карьеру киноактрисы, она взяла новый псевдоним Лилия Флорес и посвятила себя концертной и выставочной деятельности.
В начале 1940-х дебютировала в качестве второго режиссёра в фильмах Чезаре Барлакки «Сомнамбула» и «Аида». В 1945 году основала кинокомпанию «Стелла дʼОра Фильм», и под мужским псевдонимом Антона Биа сняла несколько документальных картин, среди которых были «Вилла дʼЭсте» (первое появление на экране Джины Лоллобриджиды) и «Окружение Рима». В 1963 году создала камео в фильме Федерико Феллини «8 ½». Это была её последняя работа в кино.
Элен Сангро скончалась 26 января 1969 года в Риме.

## Фильмография
- «Фабиола» (итал. Fabiola, Энрико Гваццони) — 1917.
- «Крёстный путь» (итал. Via Crucis, Ромоло Баккини) — 1919.
- «Кукольный дом» (итал. Casa di bambola, Фебо Мари) — 1919.
- «Благосклонность Венеры» (итал. Venere propizia, Ромоло Баккини) — 1919.
- «Потерянный муж» (итал. Il marito perduto, Эдоардо Бенчивенга) — 1920.
- «Сарацинка» (итал. Saracinesca, Аугусто Камерини и Гастон Равель) — 1921.
- «Мисс Доллар» (итал. Miss Dollar, Альфредо Де Антони) — 1922.
- «Камо грядеши?» (итал. Quo vadis?, Георг Якоби и Габриэллино дʼАннунцио) — 1925.
- «Поезд желаний» (итал. Treno di piacere, Лучано Дориа) — 1924.
- «Зелёная таверна» (итал. La taverna verde, Лучано Дориа) — 1924.
- «Мачисте — император» (итал. Maciste imperatore, Гвидо Бриньоне) — 1924.
- «Мачисте в аду» (итал. Maciste all'inferno, Гвидо Бриньоне) — 1925.
- «Мачисте в клетке со львами» (итал. Maciste nella gabbia dei leoni, Гвидо Бриньоне) — 1926.
- «Прощай молодость» (итал. Addio giovinezza, Аугусто Дженина) — 1927.
- «Вилла Фальконьери» (итал. Villa Falconieri, Ричард Освальд) — 1928.
- «Освобождённый Иерусалим» (итал. La Gerusalemme liberata) — 1935.
- «Король-шут» (итал. Re burlone, Энрико Гваццони) — 1935.
- «Сюрпризы спального вагона» (итал. Le sorprese del vagone letto, Джан Паоло Розмино) — 1939.
- «Чёрное платье невесты» (итал. L'abito nero da sposa, Луиджи Дзампа) — 1945.
- «Энрико Карузо, легенда об одном голосе» (итал. Enrico Caruso, leggenda di una voce, Джакомо Джентиломо) — 1951.
- «8 ½» (итал. 8 ½, Федерико Фелини) — 1963.